# Boney M.
Boney M. este un grup de muzică pop creat de producătorul vest-german Frank Farian, a cărui perioadă de glorie a fost sfârșitul anilor '70. Au fost unul dintre puținele grupuri occidentale din acea perioadă (ABBA mai e unul din ele) care au devenit populare în regiuni precum Africa, țările arabe, Iran, Asia de sud-est, Europa de est.
Membrii originali ai formației au fost Liz Mitchell, Marcia Barrett, Maizie Williams și Bobby Farrell.

## Istoric

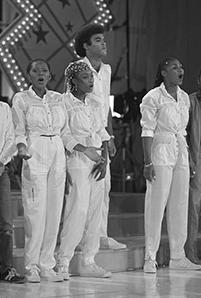
Boney M. în 1981

Frank Farian (Franz Reuther), un cântăreț vest-german de șlagăre, nemulțumit de melodiile pe care le cânta, înregistrează în decembrie 1974 un single Baby Do You Wanna Bump?. Melodia este difuzată ca fiind interpretată de Boney M, și devine un succes în Olanda și Belgia. Farian decide să angajeze o trupă care să devină imaginea grupului în aparițiile TV și spectacole. O agenție de închiriere le găsește pe Maizie Williams (din Montserrat) și pe prietena ei jamaicană Sheyla Bonnick, precum și un dansator Mike. În 1975 o altă fată, Nathalie, se alătură, înlocuită apoi cu Claudja Barry. Sheila și Mike pleacă, iar Maizie Williams aduce un dansator exotic din Aruba, Bobby Farrell. Cântăreața Marcia Barrett din Jamaica se alătură grupului, care suferă încă o schimbare când Claudja Barry, sătulă să facă play-back, părăsește grupul în februarie 1976 pentru a urma o carieră solo. În final, Liz Mitchell, fosta solistă a trupei Les Humphries Singers, se alătură, componența devenind Maizie Williams, Marcia Barrett, Liz Mitchell and Bobby Farrell.
În primul album, Take the Heat Off Me, Farian folosește doar vocile lui Liz Mitchell și Marcia Barrett, împreună cu vocea sa proprie, prelucrată în studio. Albumul nu are un succes deosebit, dar grupul dă spectacole în cluburi, discoteci, festivaluri, pentru a se face cunoscut. Totul se schimbă odată cu apariția lor live în spectacolul Musikladen, din 18 septembrie 1976, îmbrăcați în costumele care îi vor consacra. Săptămâna următoare melodia Daddy Cool ajunge pe locul 1 în topurile vest-germane.
În 1977 lansează al doilea album, Love for Sale, conținând hiturile Ma Baker și Belfast.
În 1978 single-ul Rivers of Babylon devine #1 în topurile britanice și este inclus în următorul album, Nightflight to Venus, care conține și hiturile Rasputin, Brown Girl in the Ring și Painterman. Formația face un turneu în Uniunea Sovietică, care a contribuit la popularitatea lor în această parte al lumii, deși piesa Rasputin era oficial interzisă de autorități, datorită versurilor.
Deși se știa că formația face play-back pe scenă, acest lucru nu a deranjat fanii din acea perioadă, spre deosebire de cazul Milli Vanilli, lansați tot de Farian, zece ani mai târziu.
Al patrulea album, Oceans of Fantasy, este lansat în 1979, și are patru piese de succes, El Lute, Gotta Go Home, I'm Born Again și Bahama Mama. Înainte lansaseră alt hit, Hooray! Hooray! It's A Holi-Holiday, care însă nu a fost inclus în album.
The Magic of Boney M. - 20 Golden Hits, lansat în 1980, ajunge pe locul 1 în Regatul Unit.
Al cincilea album, Boonoonoonoos, este lansat în 1981; în acel moment Bobby Farrell nu mai făcea parte din grup, fiind dat afară datorită comportamentului instabil. Albumul se vinde bine, dar nu mai are același succes ca precedentele. Singurul hit este We Kill the World (Don't Kill the World).
Reggie Tsiboe este noul membru masculin al grupului, începând din 1982. Următoarele single-uri The Carnival Is Over și Jambo nu obțin succes, la fel și cel de-al șaptelea album, Ten Thousand Lightyears, din 1984. Grupul mai are un mic reviriment cu piesele Kalimba de Luna și Happy Song, ambele preluări după originalele cântate de Tony Esposito și Baby’s Gang.
Începând din 1985 Farian nu mai acordă atenție grupului, ultimul album, Eye Dance, fiind neinspirat și dezamăgitor. În 1986, după celebrarea a 10 ani, formația se destramă.
În 1993 albumul Gold are vânzări record. După destrămare, diferiți membri ai grupului fac turnee, fiecare folosind sigla Boney M. Drepturile asupra folosirii numelui formației sunt controversate, fiind chiar procese între foști membri ai trupei și producător, Frank Farian.
În ianuarie 2009 Frank Farian a lansat un nou cântec denumit „Felicidad America (Obama Obama)” sub numele Boney M feat. Sherita O.& Yulee B. având 2 noi vocaliști. Acest cântec este o prelucare a clasicului Boney M din anii '80 cu noi vocaliști și versuri rescrise făcând referință  la fostul președinte al Americii de pe atunci, Barack Obama.
În decembrie 2010 Bobby Farrell a decedat.

## Membri
- Marcia Barrett, solistă vocală (1975–86)
- Maizie Williams (Maizie Ursula Williams), dansatoare, solistă vocală (1975–86)
- Bobby Farrell (Roberto Alfonso Farrell), dansator, solist vocal (1975–81)
- Liz Mitchell (Elizabeth Rebecca Mitchell), solistă vocală (1976–86)
- Reggie Tsiboe, solist vocal (1982–86, 1989-90)

## Discografie
- Take the Heat Off Me (1976)
- Love for Sale (1977)
- Nightflight to Venus (1978)
- Oceans of Fantasy (1979)
- Boonoonoonoos (1981)
- Christmas Album (1981)
- Ten Thousand Lightyears (1984)
- Eye Dance (1985)